# Трульсен, Трина
Три́на Тру́льсен Во́гберг (норв. Trine Trulsen Vågberg, урождённая Три́на Тру́льсен, норв. Trine Trulsen; род. 19 апреля 1962, Дрёбак, Акерсхус) — норвежская кёрлингистка.

## Достижения
- Зимние Олимпийские игры (показательный вид спорта): бронза (1988).
- Чемпионат мира по кёрлингу среди женщин: серебро (1989), бронза (2002).
- Чемпионат Европы по кёрлингу: серебро (1980, 1983, 1991), бронза (1985, 1987, 1992).
- Чемпионат Норвегии по кёрлингу среди женщин: золото (1979, 1980, 1982, 1989).[1].

## Команды
| Сезон   | Четвёртый        | Третий           | Второй           | Первый           | Запасной               | Турниры                             |
| ------- | ---------------- | ---------------- | ---------------- | ---------------- | ---------------------- | ----------------------------------- |
| 1979—80 | Эллен Гитмарк    | Трина Трульсен   | Ингвилль Гитмарк | Кирстен Вёуле    |                        | ЧЕ 1979 (8 место) ЧМ 1980 (7 место) |
| 1980—81 | Эллен Гитмарк    | Трина Трульсен   | Ингвилль Гитмарк | Кирстен Вёуле    |                        | ЧЕ 1980                             |
| 1981—82 | Трина Трульсен   | Дорди Нурбю      | Ханне Петтерсен  | Катрина Ханневиг |                        | ЧЕ 1981 (4 место) ЧМ 1982 (4 место) |
| 1982—83 | Трина Трульсен   | Анне Йотун Бакке | Ханне Петтерсен  | Катрина Ханневиг |                        | ЧЕ 1982 (4 место)                   |
| 1983—84 | Трина Трульсен   | Дорди Нурбю      | Ханне Петтерсен  | Anne Gotteberg   |                        | ЧЕ 1983                             |
| 1985—86 | Трина Трульсен   | Дорди Нурбю      | Ханне Петтерсен  | Метте Хальворсен |                        | ЧЕ 1985                             |
| 1985—86 | Анне Йотун Бакке | Хильде Йотун     | Трина Трульсен   | Билли Шерпен     |                        | ЧМ 1986 (5 место)                   |
| 1986—87 | Трина Трульсен   | Дорди Нурбю      | Ханне Петтерсен  | Метте Хальворсен |                        | ЧЕ 1986 (9 место)                   |
| 1987—88 | Трина Трульсен   | Дорди Нурбю      | Ханне Петтерсен  | Метте Хальворсен | Марианне Аспелин (ЗОИ) | ЧЕ 1987 · ЗОИ 1988 (демо)           |
| 1988—89 | Трина Трульсен   | Дорди Нурбю      | Ханне Петтерсен  | Метте Хальворсен | Марианне Аспелин (ЧМ)  | ЧЕ 1988 (5 место) · ЧМ 1989         |
| 1989—90 | Трина Трульсен   | Дорди Нурбю      | Ханне Петтерсен  | Метте Хальворсен |                        | ЧЕ 1989 (5 место)                   |
| 1991—92 | Трина Трульсен   | Эллен Гитмарк    | Ингвилль Гитмарк | Билли Сёрум      |                        | ЧЕ 1991                             |
| 1992—93 | Трина Трульсен   | Эллен Гитмарк    | Ингвилль Гитмарк | Билли Сёрум      |                        | ЧЕ 1992                             |
| 2001—02 | Дорди Нурбю      | Ханне Вудс       | Марианне Хаслум  | Камилла Хольт    | Трина Трульсен         | ЧМ 2002                             |

(скипы выделены полужирным шрифтом)

## Частная жизнь
Из семьи кёрлингистов. Её брат-близнец — известный норвежский кёрлингист и тренер Пол Трульсен, скип мужской сборной Норвегии на Олимпийских играх 2002 и 2006 года. Её племянница (дочь Пола) — тоже известная норвежская кёрлингистка Пиа Трульсен.
Трина замужем за известным норвежским кёрлингистом, товарищем Пола по команде на его двух Олимпиадах Ларсом Вогбергом. Их сын Магнус Вогберг — в числе прочего, чемпион Норвегии среди мужчин 2018 года.